# Roger Facon
Pour les articles homonymes, voir Facon.
Œuvres principales
Mort au Gourou
Dernier bistrot avant le cimetière
Le Saigneur des pierres
Roger Facon est un auteur français de romans policiers et fantastiques né le 20 janvier 1950 à Monchecourt.

## Biographie
Ancien ouvrier verrier, Roger Facon travaille comme éducateur à Valenciennes avant d'intégrer la police à Lille-Wazemmes puis Douai et Aniche, de 1972 à 2000.
Il a publié plus de 30 ouvrages depuis 1979.
Il a exercé les fonctions d'adjoint au maire à Aniche de 2001 à 2014.

## Engagement politique
En 2012, il soutient Jean-Luc Mélenchon, candidat du Front de gauche à l'élection présidentielle.

## Bibliographie

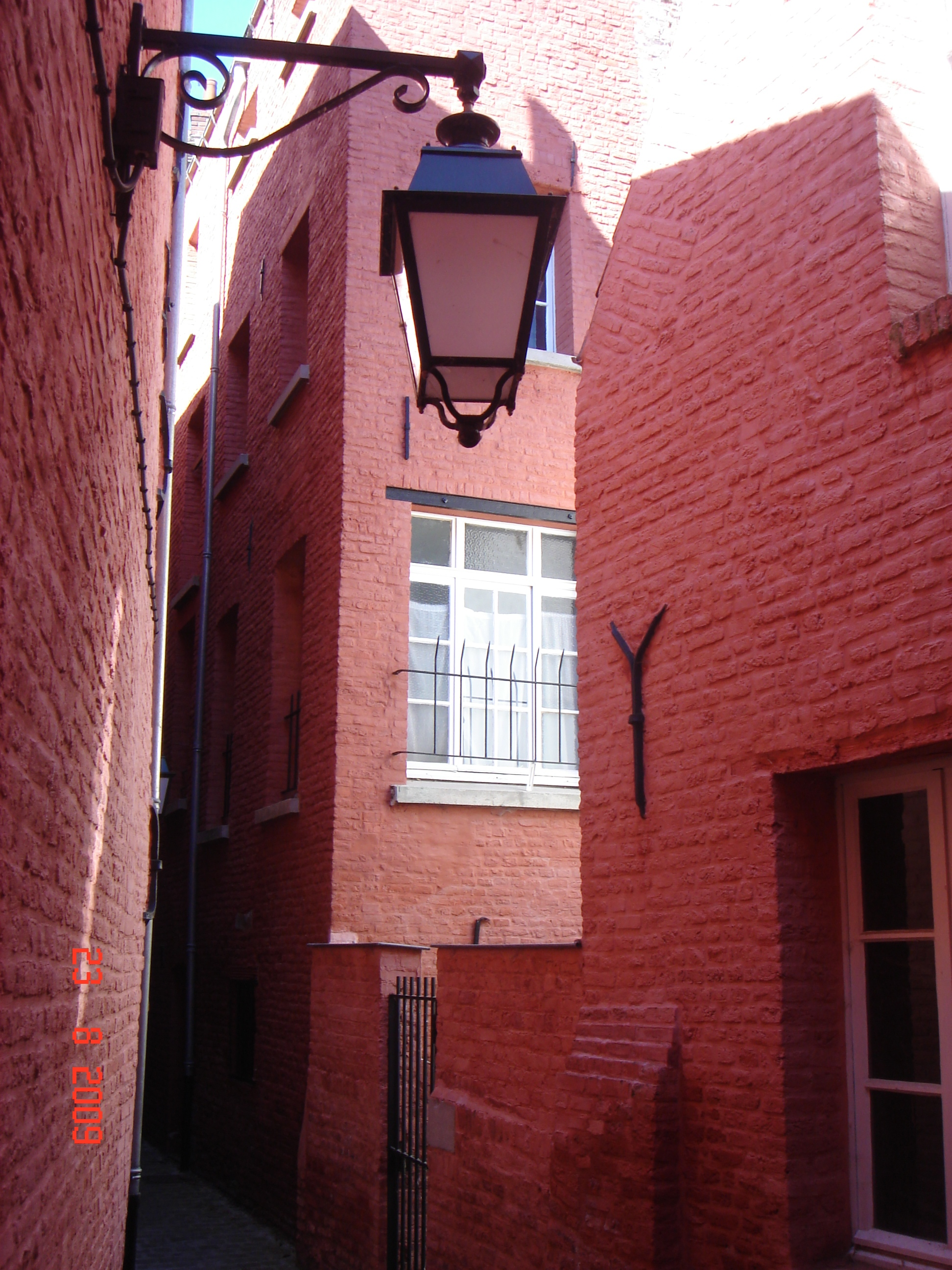
La Ruelle de l'Enfer à Douai

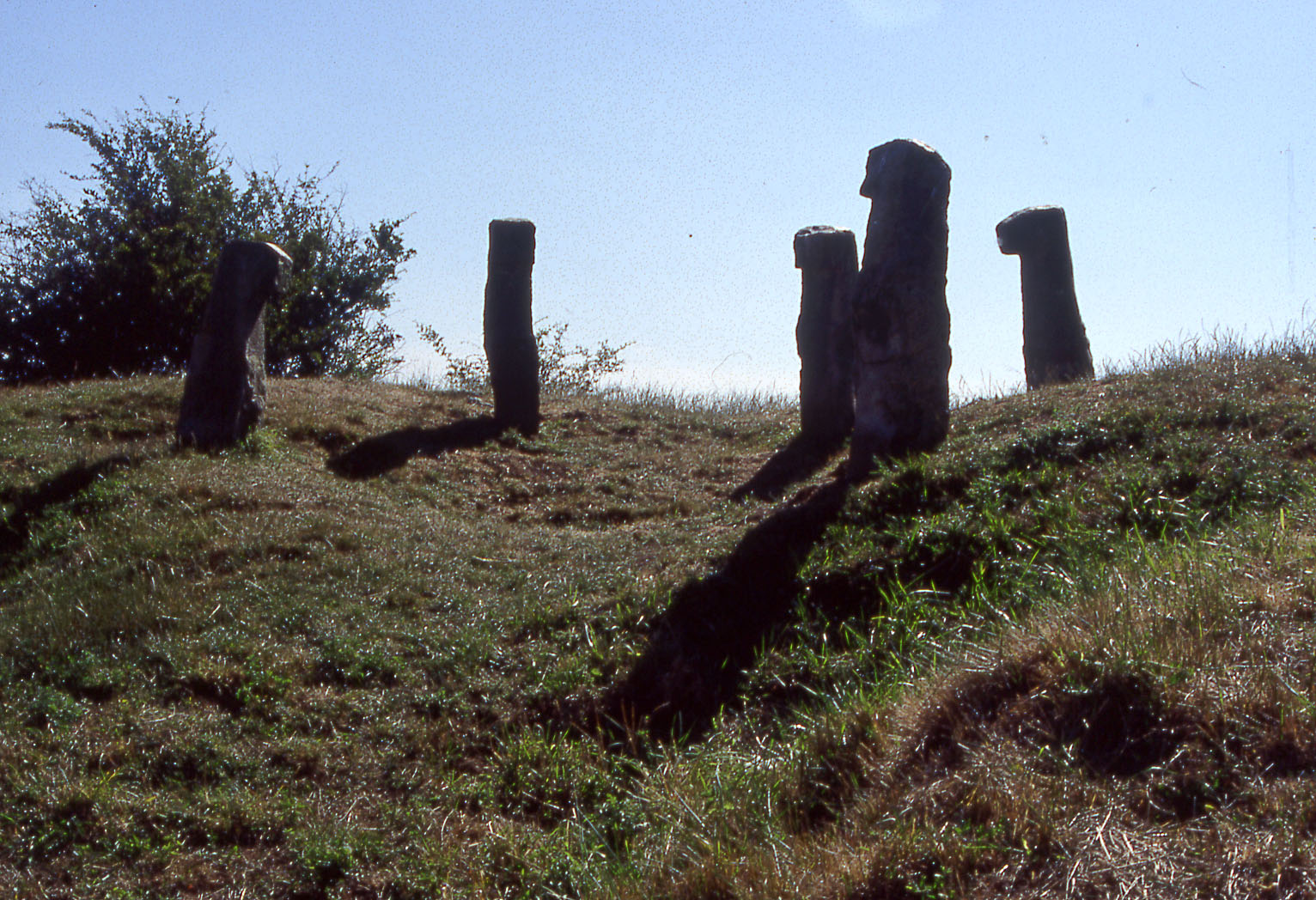
le Cromlech des bonnettes Sailly-en-Ostrevent